# ヒンドゥスターニー音楽
ヒンドゥースターニー音楽（ヒンドゥスターニーおんがく、英語: Hindustani classical music）は、北インドのイスラム王朝の宮廷で発展した北インド古典音楽をいう。

## 概要
その源流は13世紀から15世紀に高い水準の文化を誇った、デカン高原のヴィジャヤナガル王国の古典音楽であり、南インド古典音楽もこれに端を発している。13世紀のイスラム王朝のデリー宮廷では、トルコ人とインド人の混血の宮廷詩人ハザラト・アミール・フスロウなどの記述によれば、ペルシアや中央アジアの音楽も演奏されていた。しかしヒンドゥー教文化の強かったグワーリオールの宮廷ではヴィジャヤナガル王国で確立したプラバンダ様式の古典音楽を演奏していた。
これから新たにドゥルヴァ音楽が生まれ、15世紀、16世紀にはデリー宮廷古典音楽にももたらされた。16世紀にインド全域を統一したアクバル大帝の宮廷には、宮廷音楽を統括する大音楽家ミヤン・ターンセーンが現れ、以後20世紀まで彼の流派が古典音楽の最高位に君臨し続けた。ミヤン・ターンセーンの息子の本家はドゥルヴァ歌曲と中央アジア起源の弦楽器ラバーブを演奏し、娘とグワーリオールの流派に属した夫の分家はドゥルヴァ歌曲と古いインド寺院音楽の弦楽器ヴィーナを演奏した。
一方で北インドの中部と東部には、イスラム王朝の傭兵として帰化していたアフガニスタンの部族が展開していた。また北インドにはイスラーム系スーフィー神秘主義のチシュティ派やスフラワルディ派の修行僧も、西アジア系の音楽を演奏していた。さらに北インドの都市に密かに存在した花柳界や宮廷のハーレムではヒンドゥーの娘、ムスリムの娘、ペルシア人、ジプシーなどの音楽家が叙情詩音楽や舞踊及びその音楽を演奏していた。これらはターンセーン一族の古典音楽から見れば低俗な音楽と見なされていた。
デリー宮廷では、アクバル大帝がヒンドゥー教懐柔策を取ると共に芸術に理解が深く、その伝統は彼の孫まで続くが、その後、アウラングゼーブ帝(1658 - 1707)はイスラーム正派の教えに忠実で、ヒンドゥー教徒と音楽芸術を弾圧した。それによってターンセーンの一族はデリーを逃れ、ラームプル、ラクナウ等の東方へ向かう者、西のラージプート（現ラージャスターン地方）に向かう者が現れ、各地の民衆音楽家と合流した。今日世界的に有名な弦楽器シタール（スィタール）は修行僧や花柳界の簡素な弦楽器であったが、この後、19世紀初頭にラクナウとジャイプルの宮廷で古典音楽に用いられるようになった。
すっかり縮小したデリー宮廷からは、ハーレム音楽家との共演を王に命じられたことで宮廷を飛び出したターンセーンの子孫が Sadarang の芸名で古典音楽の雰囲気をもつ新しい歌曲をハーレムに流行させた。これが後に古典声楽カヤールとなり、その伴奏弓奏楽器サーランギ及び太鼓タブラ・バヤンも宮廷古典音楽のステージで演奏されるようになった。これは19世紀初頭のことである。つまり弦楽器サロードはドゥルヴァ音楽以後で最も古い古典音楽楽器で、当初は古い太鼓パカワージで伴奏されていた。その後50年から80年遅れて、シタールやカヤールがタブラ・バヤンを用いてアンチ・ドゥルヴァ系古典音楽を演奏するようになった。
ドゥルヴァ音楽では、音楽家は声楽と弦楽器を兼ねていた。すなわち同じ音楽を声楽と器楽で演奏した。その声楽は極めて技巧的で、肉声の器楽と呼べるものであった。アンチ・ドゥルパド音楽のルーツ音楽（ハーレムや地方の古典音楽）でも声楽と器楽と舞踊は一体であったが、サロード音楽はドゥルパド器楽とアフガン古典音楽、スーフィー古典音楽が結びついたため、完全な器楽音楽であった。
その後19世紀の末になると更に多くのシタールやサロードの流派が現れた。ランプールのセニ派の弟子からは世界的な演奏家ラヴィ・シャンカルの師匠でサロードを改造してサロッド（シャロッド）を創作したアラー・ウッディーン・カーン、サロードの演奏家アムジャッド・アリー・カーンの父親ハーフィズ・アリー・カーン、グワーリオールのカヤールの家系からはシタール音楽に再び声楽の要素を取り入れたガヤキ（声楽）・アンクで人気を博したイムダド・カーンが現れた。今日これらの流派が北インド古典音楽の中心的な流派である。
ドゥルヴァ音楽は18世紀に復興したダーガル家などが少数ある程度で、ラクナウやジャイプルの器楽シタール、サロードの演奏家は極めて少数である。またサーランギによる器楽、民謡楽器であった竹の横笛バーンスリーによる器楽、カシミールのスーフィー古典音楽楽器であった打弦楽器サントゥールによる器楽も非常に盛んである。しかし、これらはいずれも20世紀になってから古典音楽楽器となったものである。
今日アンチ・ドゥルヴァ音楽が生まれた当時の器楽独自の音楽は消滅しつつあり、声楽・器楽の違いから、古典音楽、花柳界音楽の違いさえ無くした汎北インド古典音楽(ラーガ音楽)という一種類の音楽が中心である。昔の演奏家は、初めの5分でラーガ（数百種ある旋法）が伝わり次の5分で流派のスタイルが伝わり、個人の個性は1時間以上後に初めて表現された。作曲された部分だけでも20分近くは要した。しかし近代の演奏家は、ほんの4小節程の作曲部を弾くとすぐにアドリブに入る。